# Mord im Alten Land
Mord im Alten Land ist ein deutscher Fernsehfilm von Marcus O. Rosenmüller aus dem Jahr 2018 und der zweite Film der Kriminalfilmreihe Sarah Kohr mit Lisa Maria Potthoff in der Titelrolle der Ermittlerin. Die Episode wurde am 23. April 2018 auf ZDF erstmals im deutschen Fernsehen ausgestrahlt.

## Handlung
Polizistin Sarah Kohr reagiert auf einen Notruf der Leitstelle. Sie identifiziert den Chemielaboranten Thomas Lichter als einzigen Tatverdächtigen, der daraufhin wegen Mordes an seiner Geliebten angeklagt wird. Eine Verhandlungspause des Gerichts nutzt Lichter zur Flucht und nimmt Sarah Kohr als Geisel. Er beteuert seine Unschuld, geht jedoch mit großer Brutalität gegen die Polizistin vor. Er flieht mit ihr in Richtung Hamburg und lässt sie in seinem Fluchtwagen auf einer alten Werft zurück. Kohr kann sich befreien und lässt sich umgehend in die Fahndungsgruppe aufnehmen und arbeitet nun mit Anna Mehringer zusammen.
Lichter betreibt gemeinsam mit seiner Frau ein Chemielabor im Alten Land. Ihre Ehe ist jedoch zerrüttet und nach Kohrs Recherchen ist Lichter offensichtlich auch auf der Jagd nach dem Mörder an seiner Geliebten. Dieser Spur folgt auch die Polizistin und begegnet völlig unerwartet dem flüchtigen Thomas Lichter. Als sie ihn stellt, wird auf ihn geschossen und Kohr bringt ihn sicherheitshalber zu einem Freund Lichters. Kohr weiß nicht, ob sie den Polizeikollegen vertrauen kann, denn kurz nach ihrem Besuch bei einem Informanten in der JVA wurde dieser erhängt in seiner Zelle aufgefunden.
Kohrs Ermittlungen konzentrieren sich auf eine ehemalige Straßengang, die mit dem Global Player „Leuré Chemicals“ in Kontakt steht. Dieser vertreibt Düngemittel und Pflanzenschutzmittel in den Obstanbaubetrieben im „Alten Land“, die die Hauptkunden des Chemielabors Lichter sind. Das Labor wird seit fast einem Jahr von Lichters Frau allein betrieben. Als Kohr sie befragen will, kommt ihnen die Straßengang in die Quere. Kohr kann mit Thomas Lichter fliehen, doch wird dabei ein Polizist erschossen. Da der Täter zuvor Kohr entwaffnet und ihre Pistole für den tödlichen Schuss benutzt hat, hält man sie für die Schützin. Sie muss sich nun vor den Killern und auch der Polizei versteckt halten. Doch sie gibt nicht auf und stellt erneut Lichters Frau zur Rede, die nun zugibt, bei ihren Bodenanalysen ein Nervengift nachgewiesen zu haben, das von „Leuré Chemicals“ stammte. Mit diesem Wissen hatte sie versucht die Firma zu erpressen, woraufhin man sie ausschalten wollte, aber versehentlich ihre Laborassistentin traf. Mitten in ihrem Geständnis wird Ulrike Lichter mit einem gezielten Kopfschuss getötet. Kohr gelingt es daraufhin die Killer auszuschalten, auch „Leuré Chemicals“-Chef Fabian Täufer wird festgenommen.

## Hintergrund
Die Dreharbeiten zu Mord im Alten Land fanden vom 29. August bis zum 29. September 2017 in Hamburg und im Alten Land statt.

## Rezeption

### Einschaltquote
Die Erstausstrahlung von Mord im Alten Land im Abendprogramm des ZDF am 23. April 2018 erreichte 7,33 Millionen Zuschauer bei einem Marktanteil von 23,9 Prozent.

### Kritik
Harald Keller urteilte bei tittelbach.tv: „Autor Timo Berndt, der das Personal von Stefan Kolditz übernommen hat, vermag die Zuschauerschaft im Verein mit Regisseur Marcus O. Rosenmüller durchaus zu fangen. Die Geschichte beginnt, buchstäblich, in voller Fahrt, wahrt dank Rosenmüllers schmissiger, aktionsbetonter Inszenierung ihren Elan.“ „Kohr ist bei aller Sperrigkeit eine sympathische Figur und kluge Kriminalistin. Auch Potthoff, oft erprobt in ähnlichen Rollen, überzeugt, insgesamt aber dominiert (Schauspieler-)Routine.“
Bei der FAZ schrieb Heike Hupertz: „Die Handlung ist überschaubar und setzt auf Zutaten, die man zu den Stichworten ‚Altes Land - Apfelproduktion - Chemieeinsatz - skrupellose Geschäftemacherei‘ abrufen kann.“ „Während sich das Geschehen seiner lachhaften Auflösung nähert, bei der eine Apfelattacke aus heiterem Himmel die entscheidende Rolle spielt, wünscht man Sarah Kohr, dieser Einfrauen-Gerechtigkeitsliga, ein besseres Drehbuch – und ein richtiges Superheldinnen-Kostüm, nicht die langweilige T-Shirt-Jeans-Pferdeschwanz-Obligation des deutschen Normalo-Krimis.“
kino.de meinte: „Mit dem Comeback von Sarah Kohr betritt eine Superheldin den öffentlich-rechtlichen Krimizirkus. Eine taffe Einzelgängerin mit beeindruckender Auffassungsgabe, die nicht vor handgreiflichen Auseinandersetzungen mit Männern zurückschreckt. Dass sie dabei die stärksten Jungs schachmatt setzt, aber vergisst sie zu entwaffnen, muss man nicht verstehen. Trotzdem ein spannender Film mit sehenswertem Schauplatz und eine physisch anspruchsvolle Rolle.“